# 天江喜七郎
天江 喜七郎（あまえ きしちろう、1943年12月26日 - ）は、日本の外交官。外務省中近東アフリカ局長、在ウクライナ特命全権大使、外務省参与、国立京都国際会館館長等を歴任。

## 来歴・人物
宮城県仙台市出身。生家は日本酒の蔵元だった「天賞酒造」で、喜七郎は8代目天江勘兵衛の7男である。
宮城県仙台第二高等学校を経て、1967年に一橋大学法学部を卒業した。学生時代、仲小路彰に指導を受ける。卒業後に外務省に入省した。イギリス陸軍語学学校でロシア語研修を受けた後、モスクワに在勤となる。1979年イラン革命時に在イラン日本大使館一等書記官を務める。
1984年に外務省大臣官房国際報道課長となり、翌年外務省国際連合局国連政策課長に異動した。1987年からソウルの在大韓民国日本大使館広報文化院院長・参事官を務める。この時代に日本の息子へ送った手紙を、在ソウル日本大使館の広報誌に韓国語で連載していたところ、韓国国内で大きな反響があり、1991年に著書にまとめ『息子への手紙』として日本及び韓国で出版し、両国でベストセラーとなった。同書の印税は李方子が設立した知的障害児施設明暉園に寄付された。
1990年から再びモスクワの在ソビエト連邦日本大使館で公使に就任し、1991年のソビエト連邦の崩壊に遭遇する。1993年に在ロシア日本国大使館（在ソビエト連邦日本国大使館から改称）公使のほかに、旧ソ連から独立したウクライナ・ウズベキスタン・カザフスタン・キルギスタン・ベラルーシの各公使を兼務した。
1994年に外務省大臣官房審議官となるが、翌年にはホノルル総領事として4度目の海外勤務となった。1998年に外務省中近東アフリカ局長となる。2000年にシリアで自身のキャリアで初となる大使に就任し、2002年にはウクライナ兼モルドバの大使に異動した。この在任中に2004年のウクライナオレンジ革命に遭遇している。
2005年に、異例の日本国内向けとなる大阪担当特命全権大使に就任した。翌年、外務省を定年退官するが引き続き参与として関与し、従来の大阪担当大使に留任するに当たって、京都や神戸の人にも親近感を持ってほしいと考え、外務省首脳にかけあい、「関西担当大使」に名称を変更した。2007年に関西担当大使を退任する。
外務省参与の肩書きのまま、2008年には裏千家インターナショナルアソシエーション会長、2009年には国立京都国際会館館長・財団法人国立京都国際会館常任理事（常勤）、2010年には同志社大学法学部客員教授（ロシア・東欧地域研究）にそれぞれ就任した。
2012年にKDDIの監査役となる。
2019年には、源氏物語千年紀委員会企画部委員、歴史街道推進協議会参与、日本ユニセフ協会大阪支部顧問に就任した。
そのほか、2008年サミット外相会合京都支援推進協議会顧問、日本万国博覧会記念基金事業審査会委員、日本国際連合協会評議員、財団法人合気会理事、財団法人京都文化交流コンベンションビューロー副理事長、財団法人京都市国際交流協会理事、社団法人茶道裏千家淡交会顧問、関西日本ラトビア協会会長、都山流尺八演奏家三好芫山後援会淡交会顧問、学校法人京都産業大学監事、鴻池運輸株式会社社外取締役、財団法人京都オムロン地域協力基金理事、日韓トンネル推進京都府民会議顧問などを歴任。

## 栄誉栄典
- 2019年 - 春の叙勲で瑞宝中綬章を受章[9][10]。

## 同期
外務省入省同期には、阿南惟茂、竹内行夫（外務次官）、高野紀元（駐韓大使）、黒川祐次（駐ウクライナ大使）、山崎隆一郎、杉内直敏（駐コスタリカ大使）、阿部信泰（ウィーン代表部大使）、上田秀明（駐ポーランド大使）、伊藤哲朗（東海大教授、駐セネガル大使）、伊藤庄亮（駐ガーナ大使）、神長善次（駐ネパール大使）など。

## 著作

### 単著
- 『息子への手紙―韓国にいる父親より日本の息子へ』（1991年10月、學生社）ISBN 978-4311600234

### 論文
- 天江喜七郎「オレンジ革命とウクライナ危機 : 経験的ウクライナ論 (特集 ウクライナの政治・経済に関する史的ならびに現状分析)」（PDF）『神戸学院経済学論集』第47巻第1号、神戸学院大学経済学会、2015年9月、23-48頁、ISSN 0386-2038、NAID 40020656579。
- 「五十嵐暁郎先生業績目録 (五十嵐暁郎教授退職記念)」『立教法学』第86号、立教大学、2012年、5-30頁。
- 「世界的に見た源氏物語の特異性 (源氏物語千年紀シンポジウム)」『京都産業大学日本文化研究所紀要』第14号、京都産業大学、2009年、283-262頁。ISSN 1341-7207、NAID 110007530270。
- 「環境問題と日本外交」『公共空間』2008 Autumn号、京都大学公共政策大学院。NAID 120003255676。
- 「大使のおすすめ パルミラ紀行/シリア」（『外交』第18巻第4号（通号106）、2002年10月11日）
- 「現地だより シリアより」（『中東研究』2001年2月第3号（通号476）、2001年2月）
- 「座談会 経済支援から調停外交へ--日本はいかにして貢献できるか（特集 中東和平--相互信頼の新時代）」（『外交フォーラム』第13巻第2号（通号 138）、2000年2月） 坂本吉弘、立山良司他と共著。
- 「イラク制裁問題の実情と日本〔含 質疑応答〕」（『世界経済評論』第42巻第6号、1998年6月）